# King's Quest III: To Heir is Human
King's Quest III: To Heir is Human is een computerspel dat werd ontwikkeld en uitgegeven door Sierra On-Line. Het spel uit de serie King's Quest werd uitgebracht in 1986. 

## Verhaallijn
In King's Quest III verplaatst het verhaal zich van Daventry en koning Graham naar het land van Llewdor, waar de boze tovenaar Manannan in zijn huis boven op een grote berg in Llewdor de 17-jarige jongen Gwydion gevangen houdt als bediende, kok en schoonmaker. Vanaf hier bekijkt de alwetende tovenaar met behulp van een telescoop het platteland, met de kust in het oosten en de woestijn in het westen.
Gwydion werd op jonge leeftijd door de tovenaar uit Daventry ontvoerd, en dit avontuur vertelt het verhaal van zijn reis terug naar Daventry.

### Gebeurtenissen
De speler speelt Gwydion in King's Quest III. De belangrijkste gebeurtenissen van het verhaal zijn:
- Gwydions ontsnapping uit gevangenschap door Manannan in een kat te veranderen
- zijn ontsnapping uit Llewdor
- zijn terugkeer naar Daventry
- de bevrijding door Gwydion van het land en prinses Rosella van een driekoppige draak
- de ontdekking dat hij eigenlijk de verloren erfgenaam van de troon, Alexander, en de broer van prinses Rosella is

De handelingen van Gwydion in dit verhaal leiden direct tot de gebeurtenissen waarmee King's Quest V begint.

## Ontvangst
| Beoordeeld door                       | Platform | Datum            | Score |
| ------------------------------------- | -------- | ---------------- | ----- |
| The DOS Spirit                        | DOS      | 12 december 2008 | 100%  |
| Adventure Classic Gaming              | DOS      | 20 november 1998 | 80%   |
| Tilt                                  | DOS      | april 1987       | 80%   |
| Techtite                              | DOS      | 2000             | 80%   |
| The One Amiga                         | Amiga    | juli 1994        | 79%   |
| ACE (Advanced Computer Entertainment) | Atari ST | oktober 1987     | 74%   |
| Just Games Retro                      | DOS      | 14 juli 2007     | 70%   |
| Adventure Gamers                      | DOS      | 24 november 2005 | 70%   |
| Joker Verlag präsentiert: Sonderheft  | Atari ST | 1993             | 63%   |
| Joker Verlag präsentiert: Sonderheft  | DOS      | 1993             | 62%   |